# Bill Belichick
William Stephen "Bill" Belichick (IPA: /ˈbɛlɨtʃɪk/), född 16 april 1952, är tränare i amerikansk fotboll för New England Patriots i National Football League.  
Belichick inledde sin tränarkarriär 1975 och blev 1985 defensiv koordinator för New York Giants under huvudtränare Bill Parcells. Parcells och Belichick van två Super Bowls tillsammans innan Belichick lämnade laget för att bli huvudtränare för Cleveland Browns 1991. Han stannade i Cleveland under fem säsonger men avskedades efter 1995 års säsong. Han återförenades då med Parcells, först i New England och senare med New York Jets.
Efter att ha blivit vald som huvudtränare för Jets avgick Belichick efter endast en dag för att istället bli huvudtränare för New England Patriots den 27 januari 2000. Som tränare för Patriots ledde han laget till 17 AFC East-titlar, 13 framträdanden i AFC-mästerskapet och nio Super Bowl-framträdanden, varav han vann sex. Den 11 januari 2024 meddelade han att han kommit överens med Patriots ägare Robert Kraft om att gå skilda vägar.   

## Privatliv
Belichick var gift med Debby Clarke fram till 2006, men uppgifter finns om att de skilde sig redan 2004. De har tre barn tillsammans - Amanda, Stephan och Brian.
Han är son till Steve Belichick (född Stephen Biličić), tidigare amerikansk fotbollsspelare och tränare. Han är av kroatisk härkomst.